# Raffatjärnarna (Hotagens socken, Jämtland, 714023-142143)
Raffatjärnarna är en sjö i Krokoms kommun i Jämtland och ingår i Ångermanälvens huvudavrinningsområde. Raffatjärnarna ligger i Gråberget-Hotagsfjällen Natura 2000-område.